# Талса (Оклахома)
Талса (енгл. Tulsa) је град у америчкој савезној држави Оклахома.

## Демографија
По попису из 2010. године број становника је 391.906, што је 1.143 (-0,3%) становника мање него 2000. године.
|                   | 2010.            | 2000.            |
| Укупно            | 391 906 (100,0%) | 393 049 (100,0%) |
| Белци             | 227 021 (57,93%) | 263 782 (67,11%) |
| Афроамериканци    | 62 164 (15,86%)  | 60 794 (15,47%)  |
| Хиспаноамериканци | 55 266 (14,10%)  | 28 111 (7,152%)  |
| Остали            | 38 378 (9,793%)  | 33 212 (8,450%)  |
| Азијати           | 9 077 (2,316%)   | 7 150 (1,819%)   |

## Партнерски градови
- Тиберијада
- Амјен
- Kaohsiung City
- Целе
- Бејхај
- Уцуномија
- Зеленоград
- Сан Луис Потоси
- Плоешти